# Nikolskoje (rejon usmański)
Nikolskoje (ros. Никольское) – wieś (sieło) w Rosji, w obwodzie lipieckim, w rejonie usmańskim. W 2010 liczyła 1988 mieszkańców.